# Koldenbyttel
Koldenbyttel, Koldenbøl (dansk) eller Koldenbüttel (tysk) er en landsby og kommune beliggende omtrent 8 km syd for Husum og kun 1 km vest for Frederiksstad ved sammenløbet af Ejderen og Trenen. Med under kommunen hører Büttel, Herrnhallig (Herrenhallig), Norddeich (Norddige) og Süderdeich (Sønderddige). Administrativt hører kommunen under Nordfrislands kreds i den nordtyske delstat Slesvig-Holsten. Kommunen samarbejder på administrativt plan med andre kommuner i omegnen i Nordsø-Trene kommunefællesskab (Amt Nordsee-Treene). Koldenbøl er sogneby i Koldenbøl Sogn. Sognet lå i Tønning Herred (Ejdersted,Slesvig), da området tilhørte Danmark.
Byen blev første gang nævnt i 1352. Byens nordfrisiske navn er Koolnbütel. Stednavnet betyder med nye ord kold by, som må fortolkes som forladt by. Stedet blev altså forladt og senere genbefolket. Endelsen på -byttel menes at være af nedertysk eller frisisk herkomst. Den svarer til den nordiske endelse på -bøl. Landsbyen er beliggende i marskområder 
nord og vest for den nedre Trene overfor byen Frederiksstad. 
Forfatteren og digteren Anna Owena Hoyers var fra Koldenbøl.